# Michiana
Michiana – wieś w Stanach Zjednoczonych, w stanie Michigan, w hrabstwie Berrien.